# 古風
| ウィキペディアには「古風」という見出しの百科事典記事はありません（タイトルに「古風」を含むページの一覧/「古風」で始まるページの一覧）。 代わりにウィクショナリーのページ「古風」が役に立つかもしれません。 |